# Christopher Ndizeye Nkoronko
Christopher Ndizeye Nkoronko (ur. 25 marca 1970 w Kalinzi) – tanzański duchowny katolicki, biskup diecezjalny Kahamy od 2022.

## Życiorys
Święcenia kapłańskie otrzymał 5 lipca 2001 i został inkardynowany do diecezji Kigoma. Był m.in. wykładowcą i wychowawcą w seminarium w Kipalapali, przewodniczącym Unii Apostolskiej Duchowieństwa UMAWATA i jej podsekretarzem na szczeblu krajowym, a także diecezjalnym dyrektorem Papieskich Dzieł Misyjnych oraz wikariuszem generalnym diecezji.
23 czerwca 2022 papież Franciszek mianował go biskupem diecezjalnym Kahamy. Sakry udzielił mu 4 września 2022 arcybiskup Paul Ruzoka.